# جون دي تشيزاري
جون دي تشيزاري (بالإنجليزية: John De Cesare)‏ هو نحات أمريكي، ولد في 1890، وتوفي في 1972.